# فرج (امرأة)
الفرج هو الجزء الخارجي للجهاز التناسلي للأنثى وقد سمي الهن؛ فيتكون فرج المرأة من الشفرين الكبيرين والشفرين الصغيرين والبظر وغطاء البظر وفتحة المهبل وفتحة الإحليل.
1. حشفة البظر (الحشفة).
2. البظر (وهو ما يقابل رأس القضيب عند الذكر).
3. فتحة الإحليل.
4. مدخل الفرج (ويكون مغلق بغشاء البكارة عند البنت الباكر).
5. الشفران الصغيران.
6. فتحة المهبل.
7. الشفران الكبيران (وهو الجزء الظاهر من الفرج).
8. العجان.

## في الثقافة
- اعتادت بعض الشعوب[ما هي؟]

إزالة شعر العانة (وحول الشرج) باعتباره من دروب النظافة الشخصية عند النساء، معتقدين أن ذلك يبعد القذارة، فيما يعتقد البعض أن وجود الشعر يبعد الميكروبات والأجسام الدقيقة مثله مثل شعر الأنف والأذن وما حول باقي فتحات الجسم من شعيرات.
- في الإسلام، تعد إزالة شعر العانة سنة أمر بها الإسلام" وعملا من أعمال الفطرة، وذلك للنظافة الشخصية.

| فرج (امرأة)          | الفطرة قص الأظفار، وأخذ الشارب، وحلق العانة | فرج (امرأة) |
| — محمد، نبي الإسلام، |                                             |             |

- في بعض الثقافات يتم إجراء عملية ختان الإناث وهي عملية تهدف إلى قطع جزء من بظر الأنثى،. غير أن بعض الممارسات الخاطئة لختان الإناث ينتج عنها أضرار جسدية ونفسية عميقة، خاصة وأن بعض المجتمعات تقوم ببتر البظر نهائيا عن طريق غير المتخصصين، وقد لا يتم مراعاة الاشتراطات الصحية، مما قد يؤدي إلى الوفاة أحيانا [5]، مما دفع بعض الدول إلى استصدار قوانين بمنع ختان الإناث، ودفع بعض علماء الدين بالدول العربية تحت ضغوط سياسية إلى استصدار فتاوي بتحريم ختان الإناث.[6]

## معرض صور

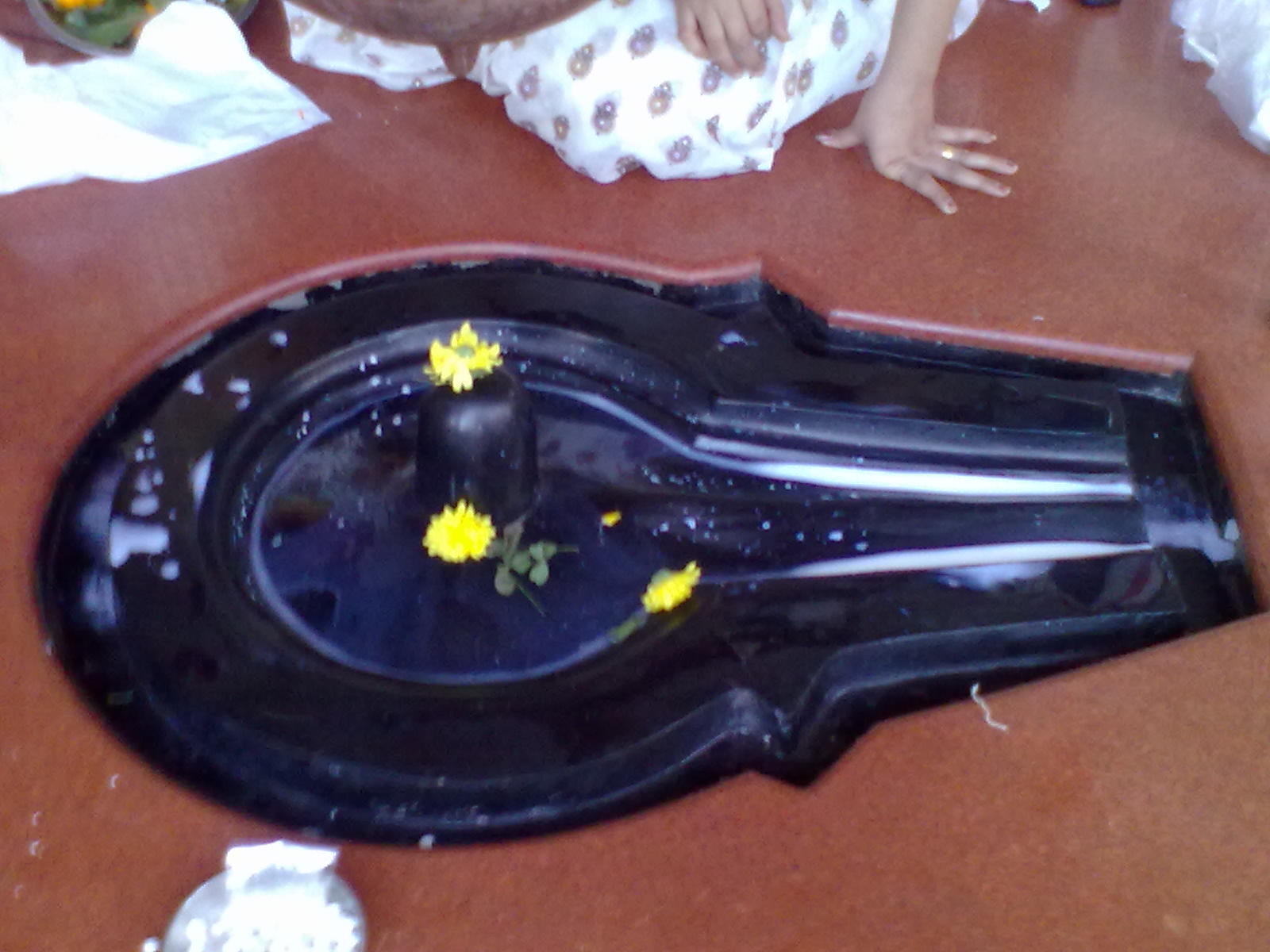
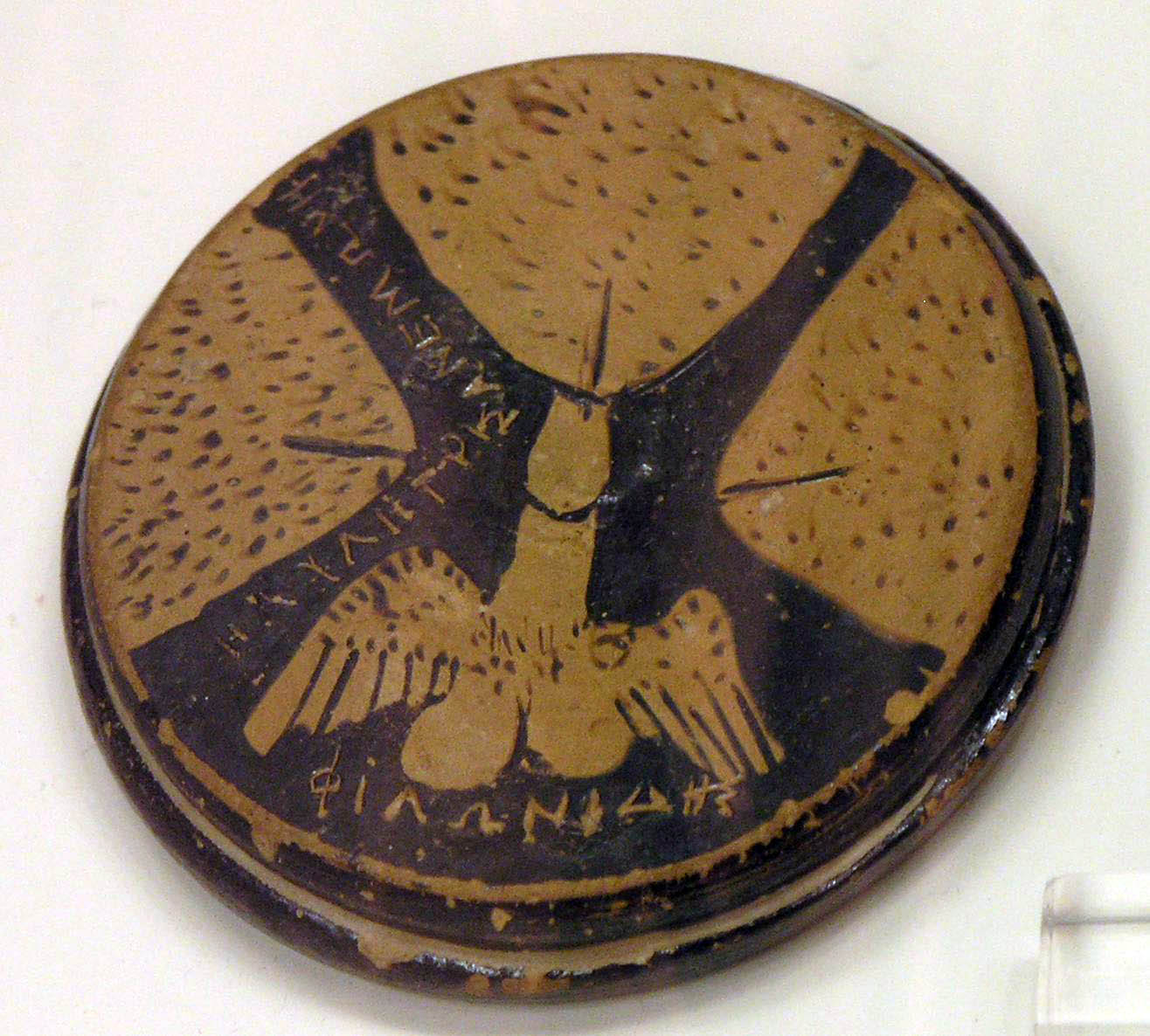